# Nusplingen
Nusplingen è un comune tedesco di 1 865 abitanti,, situato nel land del Baden-Württemberg.